# 泰蕾兹·布里松
泰蕾兹·布里松（法語：Thérèse Brisson，1966年10月5日—），加拿大女子冰球运动员。她曾代表加拿大国家队参加1998年和2002年冬季奥林匹克运动会冰球比赛，获得一枚金牌和一枚银牌。